# Skicross-Weltcup in Innichen
Der Skicross-Weltcup in Innichen (offiziell Audi FIS Skicross World Cup) gehört seit der Saison 2009/10 zum Freestyle-Skiing-Weltcup. Er wird vom Internationalen Ski-Verband (FIS), Tourismusverein Innichen in Zusammenarbeit mit dem Wintersportverein Innichen und der Sextner Dolomiten AG veranstaltet. Die Skicrossstrecke befindet sich am Skiberg Haunold.

## Geschichte
Der Tourismusverein Innichen und die Sextner Dolomiten AG haben sich vorgenommen, den Bekanntheitsgrad in der Gegend um Innichen zu steigern. Denn der Alpiner Skiweltcup ist seit einigen Jahren fix in dieser Gegend um Innichen. Der Wintersportverein Innichen pflegt immer wieder seine freundschaftliche Beziehungen zur FIS. Deshalb ist der Tourismusverein Innichen damals im Frühjahr 2009 an den Freestyle herangetreten, so kam Joe Fitzgerald, Freestyle Verantwortlicher der FIS zu einer Einladung des Tourismusvereines nach Innichen und dort wurde der Skicross-Weltcup als Austragungsort besiegelt.
Den ersten Skicross-Weltcup gab es im Dezember 2009. Seit der ersten Austragung des Weltcups ist bisher kein Weltcup in Innichen ausgefallen, weil die klimatische Lage Innichens für die Schneeproduktion von Vorteil ist, außerdem ist der Dezember ein sehr kalter Monat um Innichen und der Wintersportverein Innichen hat langjährige Erfahrung im Pistenbau. Denn sie wissen wie man mit wenig Schnee tolle Hindernisse schaffen können. Außerdem ist der Skiberg Haunold mit der neusten Technologie der Schneeanlage ausgestattet. Wegen schlechter Witterungsbedingungen mussten die Wettkämpfe vom 19. bis 21. Dezember 2014 abgesagt werden, außerdem ist es nicht möglich, die Skicrossstrecke mit Schnee zu bedecken.

## Ergebnisse

### Damen
| Auflage | Saison  | Sieger                                                                    | Zweiter                                                                   | Dritter                                                                   |
| ------- | ------- | ------------------------------------------------------------------------- | ------------------------------------------------------------------------- | ------------------------------------------------------------------------- |
| 01      | 2009/10 | Anna Holmlund                                                             | Ashleigh McIvor                                                           | Ophélie David                                                             |
| 01      | 2009/10 | Anna Holmlund                                                             | Ophélie David                                                             | Sanna Lüdi                                                                |
| 02      | 2010/11 | Anna Holmlund                                                             | Kelsey Serwa                                                              | Nikol Kučerová                                                            |
| 02      | 2010/11 | Fanny Smith                                                               | Ashleigh McIvor                                                           | Heidi Zacher                                                              |
| 03      | 2011/12 | Kelsey Serwa                                                              | Sanna Lüdi                                                                | Marielle Thompson                                                         |
| 03      | 2011/12 | Kelsey Serwa                                                              | Sanna Lüdi                                                                | Katrin Müller                                                             |
| 04      | 2012/13 | Kelsey Serwa                                                              | Georgia Simmerling                                                        | Katrin Müller                                                             |
| 05      | 2013/14 | Fanny Smith                                                               | Kelsey Serwa                                                              | Anna Holmlund                                                             |
| 05      | 2013/14 | Katrin Müller                                                             | Marielle Thompson                                                         | Heidi Zacher                                                              |
| 06      | 2014/15 | Wegen schlechter Witterungsbedingung musste der Wettkampf abgesagt werden | Wegen schlechter Witterungsbedingung musste der Wettkampf abgesagt werden | Wegen schlechter Witterungsbedingung musste der Wettkampf abgesagt werden |
| 06      | 2014/15 | Wegen schlechter Witterungsbedingung musste der Wettkampf abgesagt werden |                                                                           |                                                                           |
| 07      | 2015/16 | Heidi Zacher                                                              | Anna Holmlund                                                             | Sandra Näslund                                                            |
| 07      | 2015/16 | Andrea Limbacher                                                          | Kelsey Serwa                                                              | Alizée Baron                                                              |
| 08      | 2016/17 | Heidi Zacher                                                              | Marielle Thompson                                                         | Georgia Simmerling                                                        |
| 08      | 2016/17 | Heidi Zacher                                                              | Fanny Smith                                                               | Marielle Berger Sabbatel                                                  |
| 09      | 2017/18 | Heidi Zacher                                                              | Georgia Simmerling                                                        | Sandra Näslund                                                            |
| 09      | 2017/18 | Sandra Näslund                                                            | Marielle Berger Sabbatel                                                  | Georgia Simmerling                                                        |
| 10      | 2018/19 | Fanny Smith                                                               | Sandra Näslund                                                            | Marielle Berger Sabbatel                                                  |
| 10      | 2018/19 | Sandra Näslund                                                            | Marielle Thompson                                                         | Sanna Lüdi                                                                |
| 11      | 2019/20 | Marielle Berger Sabbatel                                                  | Sandra Näslund                                                            | Brittany Phelan                                                           |
| 11      | 2019/20 | Fanny Smith                                                               | Marielle Thompson                                                         | Daniela Maier                                                             |
| 12      | 2021/22 | Sandra Näslund                                                            | Fanny Smith                                                               | Brittany Phelan                                                           |
| 12      | 2021/22 | Sandra Näslund                                                            | Fanny Smith                                                               | Marielle Thompson                                                         |

### Männer
| Auflage | Saison  | Sieger                                                                    | Zweiter                                                                   | Dritter                                                                   |
| ------- | ------- | ------------------------------------------------------------------------- | ------------------------------------------------------------------------- | ------------------------------------------------------------------------- |
| 01      | 2009/10 | Mike Schmid                                                               | Xavier Kuhn                                                               | Casey Puckett                                                             |
| 01      | 2009/10 | Mike Schmid                                                               | Audun Grønvold                                                            | Conradign Netzer                                                          |
| 02      | 2010/11 | Patrick Gasser                                                            | Andreas Matt                                                              | Thomas Zangerl                                                            |
| 02      | 2010/11 | Scott Kneller                                                             | Alex Fiva                                                                 | John Teller                                                               |
| 03      | 2011/12 | Brady Leman                                                               | Jegor Korotkow                                                            | David Duncan                                                              |
| 03      | 2011/12 | Andreas Matt                                                              | Jegor Korotkow                                                            | Alex Fiva                                                                 |
| 04      | 2012/13 | Alex Fiva                                                                 | Daniel Bohnacker                                                          | Victor Öhling Norberg                                                     |
| 05      | 2013/14 | David Duncan                                                              | Alex Fiva                                                                 | Brady Leman                                                               |
| 05      | 2013/14 | David Duncan                                                              | Andreas Matt                                                              | Daniel Bohnacker                                                          |
| 06      | 2014/15 | Wegen schlechter Witterungsbedingung musste der Wettkampf abgesagt werden | Wegen schlechter Witterungsbedingung musste der Wettkampf abgesagt werden | Wegen schlechter Witterungsbedingung musste der Wettkampf abgesagt werden |
| 06      | 2014/15 | Wegen schlechter Witterungsbedingung musste der Wettkampf abgesagt werden |                                                                           |                                                                           |
| 07      | 2015/16 | Jean-Frédéric Chapuis                                                     | Brady Leman                                                               | Johannes Rohrweck                                                         |
| 07      | 2015/16 | Victor Öhling Norberg                                                     | Jean-Frédéric Chapuis                                                     | Sylvain Miaillier                                                         |
| 08      | 2016/17 | Filip Flisar                                                              | Tim Hronek                                                                | Alex Fiva                                                                 |
| 08      | 2016/17 | Filip Flisar                                                              | Christoph Wahrstötter                                                     | Arnaud Bovolenta                                                          |
| 09      | 2017/18 | Marc Bischofberger                                                        | Christoph Wahrstötter                                                     | Thomas Zangerl                                                            |
| 09      | 2017/18 | Marc Bischofberger                                                        | Viktor Andersson                                                          | Alex Fiva                                                                 |
| 10      | 2018/19 | Jonathan Midol                                                            | Bastien Midol                                                             | Brady Leman                                                               |
| 10      | 2018/19 | Joos Berry                                                                | Bastien Midol                                                             | Jonathan Midol                                                            |
| 11      | 2019/20 | Kevin Drury                                                               | Florian Wilmsmann                                                         | Jonathan Midol                                                            |
| 11      | 2019/20 | Joos Berry                                                                | Bastien Midol                                                             | Jonas Lenherr                                                             |
| 12      | 2021/22 | Ryan Regez                                                                | Bastien Midol                                                             | Reece Howden                                                              |
| 12      | 2021/22 | Bastien Midol                                                             | Ryan Regez                                                                | Tobias Baur                                                               |